# یاکوپی
یاکوپی (انگلیسی: Yacopí) نام شهری در کشور کلمبیا است.